# MPTech
mPTech Sp. z o.o. (dawniej myPhone Sp. z o.o.) – działający od 2007 roku polski producent urządzeń mobilnych i małej elektroniki użytkowej lepiej znany ze smartfonów i telefonów komórkowych pod markami własnymi myPhone i HAMMER. Zajmuje się sprzedażą i dystrybucją produktów do kilkunastu krajów Europy. Jest członkiem Grupy Kapitałowej TelForceOne.
W 2008 spółka jeszcze pod nazwą myPhone Sp. z o.o. wprowadziła na rynek polski, czeski i słowacki pierwsze modele telefonów komórkowych pod marką myPhone. W swoich produktach udostępniała technologie mobilne tj. obsługę dwóch kart SIM bez konieczności przełączania (Dual SIM), odbiornik telewizji naziemnej w telefonie np. myPhone 8830 TV, Touch Screen. W 2009 wprowadziła do sprzedaży telefony z serii myPhone Simple Life – urządzenia przyjazne dla użytkownika, z intuicyjnym menu, o prostej funkcjonalności. W 2010 firma wprowadziła na rynek pierwsze smartfony pod polską marką działające pod kontrolą systemu Android. W 2012 do oferty trafiły tablety pod marką myTab, a w 2013 – kolejne smartfony myPhone. W 2014 roku producent wprowadził pierwszy telefon o wzmocnionej konstrukcji – myPhone HAMMER, który dał początek nowej linii urządzeń odpornych pod nazwą HAMMER.
Spółka w 2017 roku zmieniła nazwę z myPhone na mPTech, przy czym marka myPhone działa do dzisiaj. Firma w 2018 roku wprowadziła Flix TV Box – multimedialne urządzenie – przystawkę do telewizora. Produkt zadebiutował na rynku i dał początek nowej marce urządzeń o nazwie techbite. Dziś ofertę marki tworzą też laptopy, tablet i inne rozwiązania. mPTech na przełomie 2020 i 2021 roku wprowadził do sprzedaży swój pierwszy smartwatch, tj. wzmocniony HAMMER Watch z GPS.
Wybrane produkty firmy dostępne są w Programie Android Enterprise Recommended, który ułatwia ich wybór innym firmom oraz wdrożenie i zarządzanie nimi. Współpracuje też z producentami chipsetów – MediaTek i Unisoc, a także z jednostkami certyfikującymi: DEKRA oraz TUV.
Firma posiada własny serwis, dział IT i nowoczesne centrum dystrybucji we Wrocławiu. Posiada serwery OTA, które umożliwiają niezależną implementację aktualizacji i łatek bezpieczeństwa dla modeli własnych.
Firma systematycznie bierze udział w największych branżowych targach międzynarodowych (m.in. IFA Berlin oraz MWC w Barcelonie). Siedziba spółki mieści się we Wrocławiu. W latach 2008–2013 sprzedaż telefonów komórkowych pod marką myPhone wyniosła ponad 1 mln sztuk. Według badań zleconych przez firmę we wrześniu 2014, liczba użytkowników telefonów myPhone w Polsce była podobna do liczby użytkowników telefonów takich marek jak Apple Inc., BlackBerry czy Motorola.

## Produkty
myPhone posiada w ofercie następujące produkty:
- laptopy[16]
- telefony komórkowe
- smartfony
- tablety
- akcesoria do urządzeń mobilnych
- akcesoria komputerowe[16]

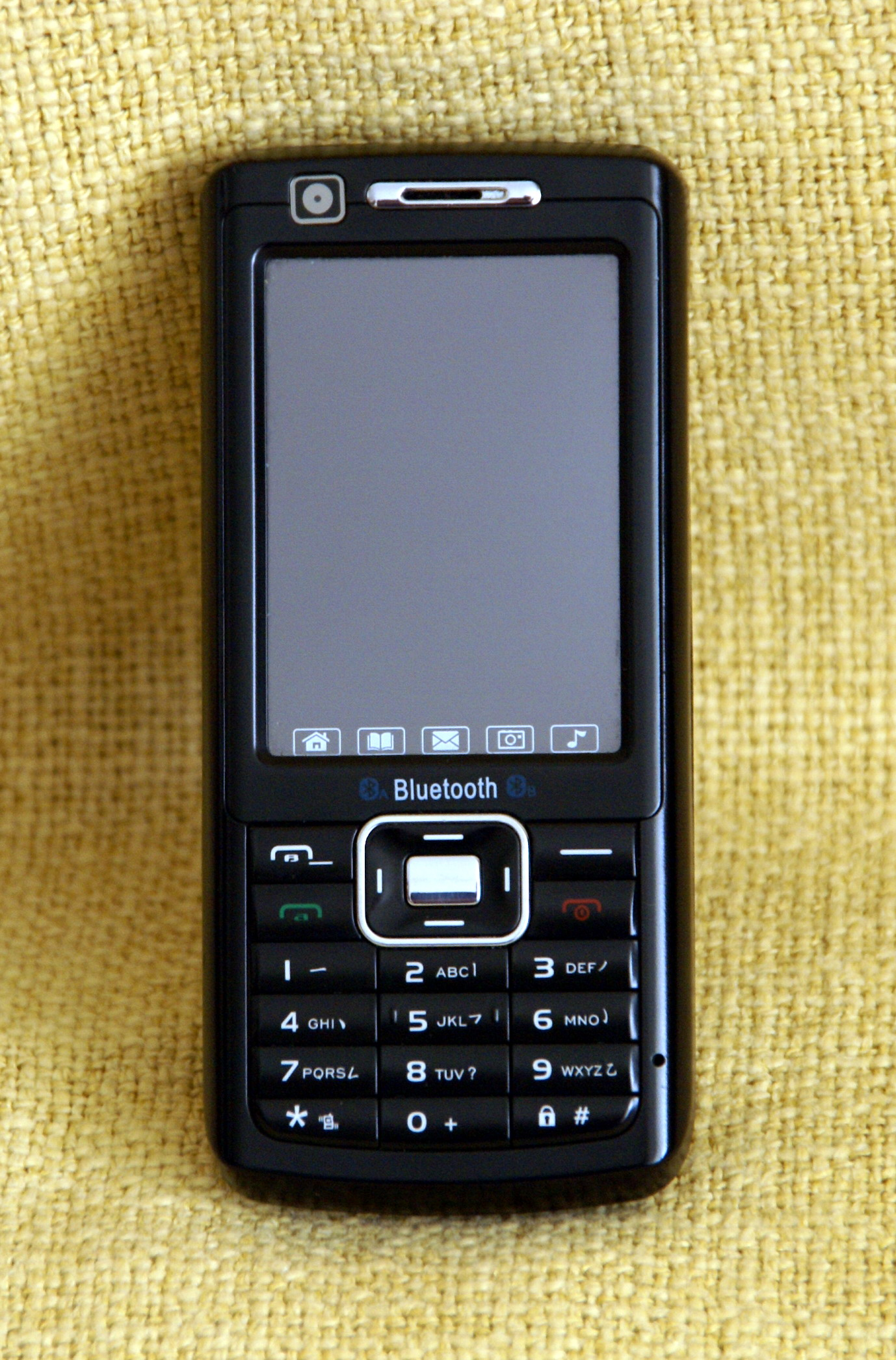
myPhone 6690
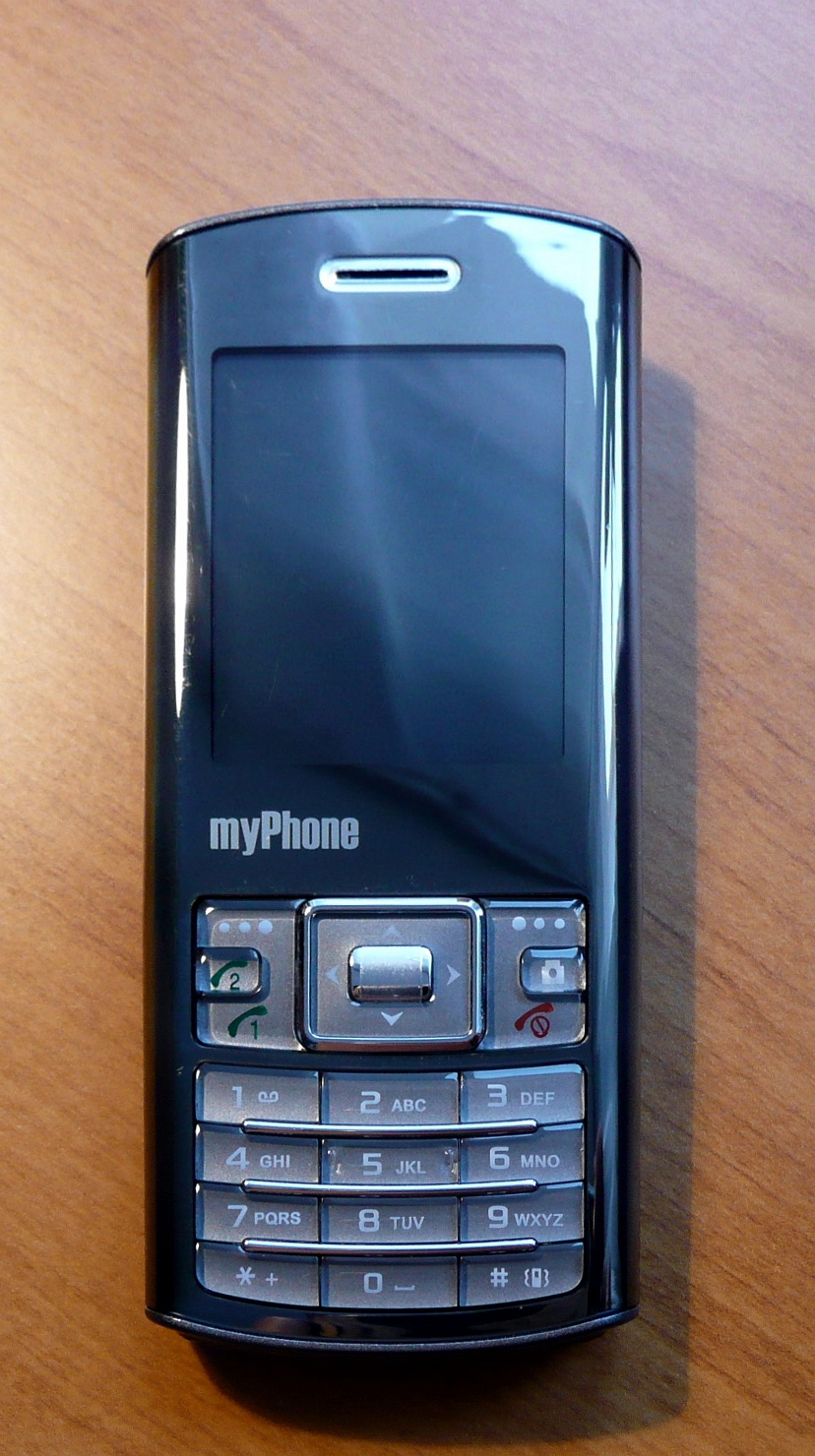
myPhone 6651 young
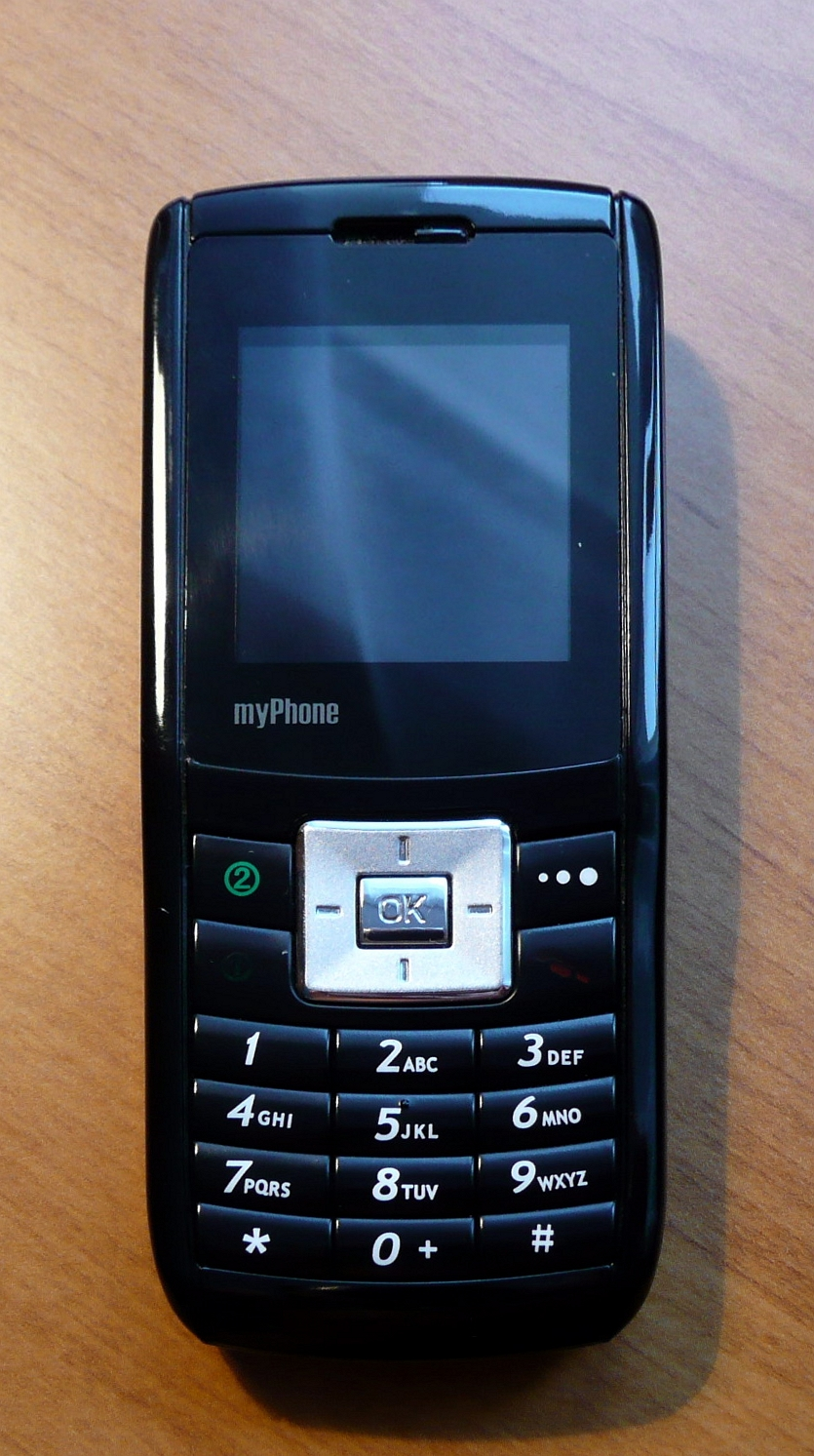
myPhone 3350
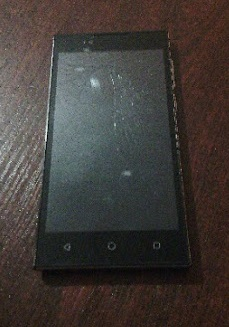
myPhone CUBE LTE